# Trollius kurilensis
Trollius kurilensis är en ranunkelväxtart som beskrevs av Siplivinskii. Trollius kurilensis ingår i släktet smörbollssläktet, och familjen ranunkelväxter. Inga underarter finns listade i Catalogue of Life.